# Truncopes montanus
Truncopes montanus är en kvalsterart som beskrevs av Wen och Chen 1992. Truncopes montanus ingår i släktet Truncopes och familjen Oripodidae. Inga underarter finns listade i Catalogue of Life.